# American Le Mans Series 2011

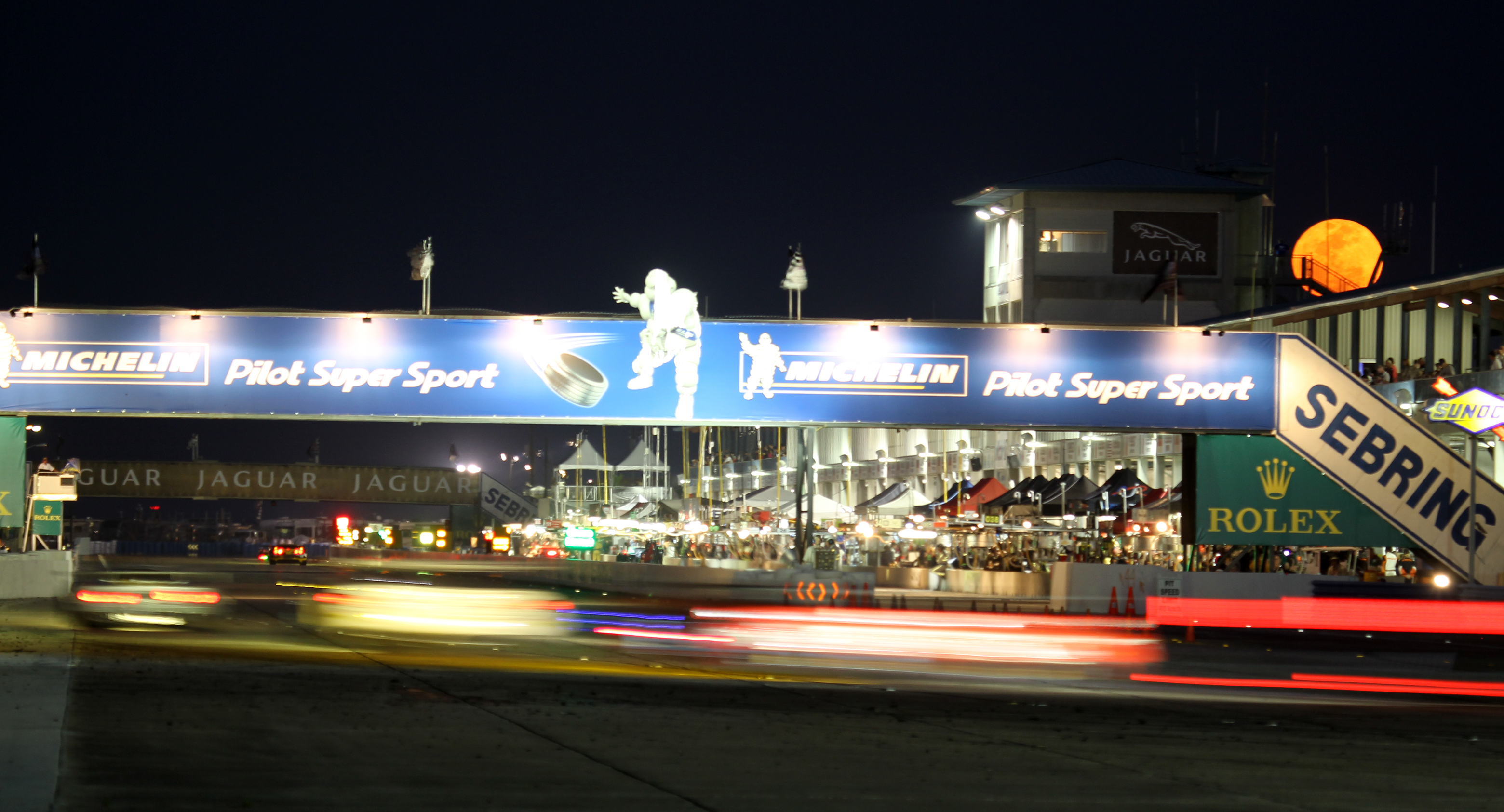
Les derniers tours des 12 Heures de Sebring

Navigation
Édition précédente Édition suivante
L'American Le Mans Series 2011 est la treizième saison de ce championnat.

## Calendrier
La saison 2011 comprend neuf courses et délaisse l'Utah Grand Prix de Miller pour une nouvelle course organisée dans les rues de Baltimore. Laguna Seca est de retour en fin de saison et reste sur une durée de six heures, Petit Le Mans conclut la saison.
Les 12 Heures de Sebring et Petit Le Mans comptent aussi pour l'Intercontinental Le Mans Cup 2011.
| Manche | Course                            | Durée                   | Circuit      | Date         |
| ------ | --------------------------------- | ----------------------- | ------------ | ------------ |
| 1      | 12 Heures de Sebring              | 12 heures               | Sebring      | 19 mars      |
| 2      | Grand Prix de Long Beach          | 1 heure et 40 minutes   | Long Beach   | 16 avril     |
| 3      | Northeast Grand Prix              | 2 heures et 45 minutes  | Lime Rock    | 9 juillet    |
| 4      | Grand Prix de Mosport             | 2 heures et 45 minutes  | Mosport      | 24 juillet   |
| 5      | Mid-Ohio Sports Car Challenge     | 2 heures et 45 minutes  | Mid-Ohio     | 6 août       |
| 6      | Road America 500                  | 4 heures                | Road America | 21 août      |
| 7      | Grand Prix de Baltimore           | 2 heures et 45 minutes  | Baltimore    | 3 septembre  |
| 8      | Monterey Sports Car Championships | 6 heures                | Laguna Seca  | 17 septembre |
| 9      | Petit Le Mans                     | 1000 miles ou 10 heures | Road Atlanta | 1er octobre  |

## Résultats
Les vainqueurs du classement général de chaque manche sont inscrits en caractères gras.
| Manche (ILMC) | Circuit      | Équipe victorieuse LMP1                          | Équipe victorieuse LMP2                      | Équipe victorieuse LMPC                   | Équipe victorieuse GTE Pro                         | Équipe victorieuse GTE Am                 | Équipe victorieuse GTC                               | Résultats |
| Manche (ILMC) | Circuit      | Pilotes victorieux LMP1                          | Pilotes victorieux LMP2                      | Pilotes victorieux LMPC                   | Pilotes victorieux GTE Pro                         | Pilotes victorieux GTE Am                 | Pilotes victorieux GTC                               | Résultats |
| ------------- | ------------ | ------------------------------------------------ | -------------------------------------------- | ----------------------------------------- | -------------------------------------------------- | ----------------------------------------- | ---------------------------------------------------- | --------- |
| 1             | Sebring      | Team Oreca-Matmut                                | Level 5 Motorsports                          | Genoa Racing                              | BMW Team RLL                                       | Krohn Racing                              | Black Swan Racing                                    | Résultats |
| 1             | Sebring      | Nicolas Lapierre Loïc Duval Olivier Panis        | Scott Tucker Ryan Hunter-Reay Luis Díaz      | Dane Cameron Jens Petersen Michael Guasch | Andy Priaulx Dirk Müller Joey Hand                 | Tracy Krohn Niclas Jönsson Michele Rugolo | Tim Pappas Sebastiaan Bleekemolen Damien Faulkner    | Résultats |
| 2             | Long Beach   | Muscle Milk Team Cytosport                       | Level 5 Motorsports                          | CORE Autosport                            | BMW Team RLL                                       | BMW Team RLL                              | Black Swan Racing                                    | Résultats |
| 2             | Long Beach   | Klaus Graf Lucas Luhr                            | Scott Tucker Christophe Bouchut              | Gunnar Jeannette Ricardo Gonzalez         | Dirk Müller Joey Hand                              | Dirk Müller Joey Hand                     | Tim Pappas Jeroen Bleekemolen                        | Résultats |
| 3             | Lime Rock    | Dyson Racing                                     | Aucun engagé                                 | Genoa Racing                              | BMW Team RLL                                       | BMW Team RLL                              | TRG                                                  | Résultats |
| 3             | Lime Rock    | Chris Dyson Guy Smith                            | Aucun engagé                                 | Eric Lux Elton Julian                     | Dirk Müller Joey Hand                              | Dirk Müller Joey Hand                     | Dion von Moltke Mike Pierce                          | Résultats |
| 4             | Mosport      | Muscle Milk Team Cytosport                       | Aucun engagé                                 | Core Autosport                            | Corvette Racing                                    | Corvette Racing                           | TRG                                                  | Résultats |
| 4             | Mosport      | Klaus Graf Lucas Luhr                            | Aucun engagé                                 | Gunnar Jeannette Ricardo Gonzalez         | Jan Magnussen Oliver Gavin                         | Jan Magnussen Oliver Gavin                | Duncan Ende Spencer Pumpelly                         | Résultats |
| 5             | Mid-Ohio     | Muscle Milk Team Cytosport                       | Aucun engagé                                 | Intersport Racing                         | Team Falken Tire                                   | Team Falken Tire                          | TRG                                                  | Résultats |
| 5             | Mid-Ohio     | Klaus Graf Lucas Luhr                            | Aucun engagé                                 | Kyle Marcelli Tomy Drissi                 | Wolf Henzler Bryan Sellers                         | Wolf Henzler Bryan Sellers                | Duncan Ende Spencer Pumpelly                         | Résultats |
| 6             | Road America | Muscle Milk Team Cytosport                       | Level 5 Motorsports                          | PR1 Mathiasen Motorsports                 | Risi Competizione                                  | Risi Competizione                         | Black Swan Racing                                    | Résultats |
| 6             | Road America | Klaus Graf Lucas Luhr                            | Scott Tucker Christophe Bouchut Luis Díaz    | Butch Leitzinger Rudy Junco               | Jaime Melo Jr. Toni Vilander                       | Jaime Melo Jr. Toni Vilander              | Tim Pappas Jeroen Bleekemolen                        | Résultats |
| 7             | Baltimore    | Oryx Dyson Racing                                | Aucun engagé                                 | Intersport Racing                         | Team Falken Tire                                   | Team Falken Tire                          | Black Swan Racing                                    | Résultats |
| 7             | Baltimore    | Humaid Al-Masaood Steven Kane                    | Aucun engagé                                 | Kyle Marcelli Tomy Drissi                 | Wolf Henzler Bryan Sellers                         | Wolf Henzler Bryan Sellers                | Tim Pappas Jeroen Bleekemolen                        | Résultats |
| 8             | Laguna Seca  | Aston Martin Racing                              | Level 5 Motorsports                          | Genoa Racing                              | Flying Lizard Motorsports                          | Flying Lizard Motorsports                 | TRG                                                  | Résultats |
| 8             | Laguna Seca  | Adrián Fernández Stefan Mücke Harold Primat      | Scott Tucker Christophe Bouchut Luis Díaz    | Eric Lux Elton Julian                     | Jörg Bergmeister Patrick Long                      | Jörg Bergmeister Patrick Long             | Duncan Ende Spencer Pumpelly Peter Ludwig            | Résultats |
| 9             | Road Atlanta | Peugeot Sport Total                              | Level 5 Motorsports                          | PR1 Mathiasen Motorsports                 | AF Corse                                           | Krohn Racing                              | Black Swan Racing                                    | Résultats |
| 9             | Road Atlanta | Stéphane Sarrazin Franck Montagny Alexander Wurz | Scott Tucker Christophe Bouchut João Barbosa | Ken Dobson Ryan Lewis Henri Richard       | Giancarlo Fisichella Gianmaria Bruni Pierre Kaffer | Tracy Krohn Niclas Jönsson Michele Rugolo | Tim Pappas Sebastiaan Bleekemolen Jeroen Bleekemolen | Résultats |

## Classement écuries

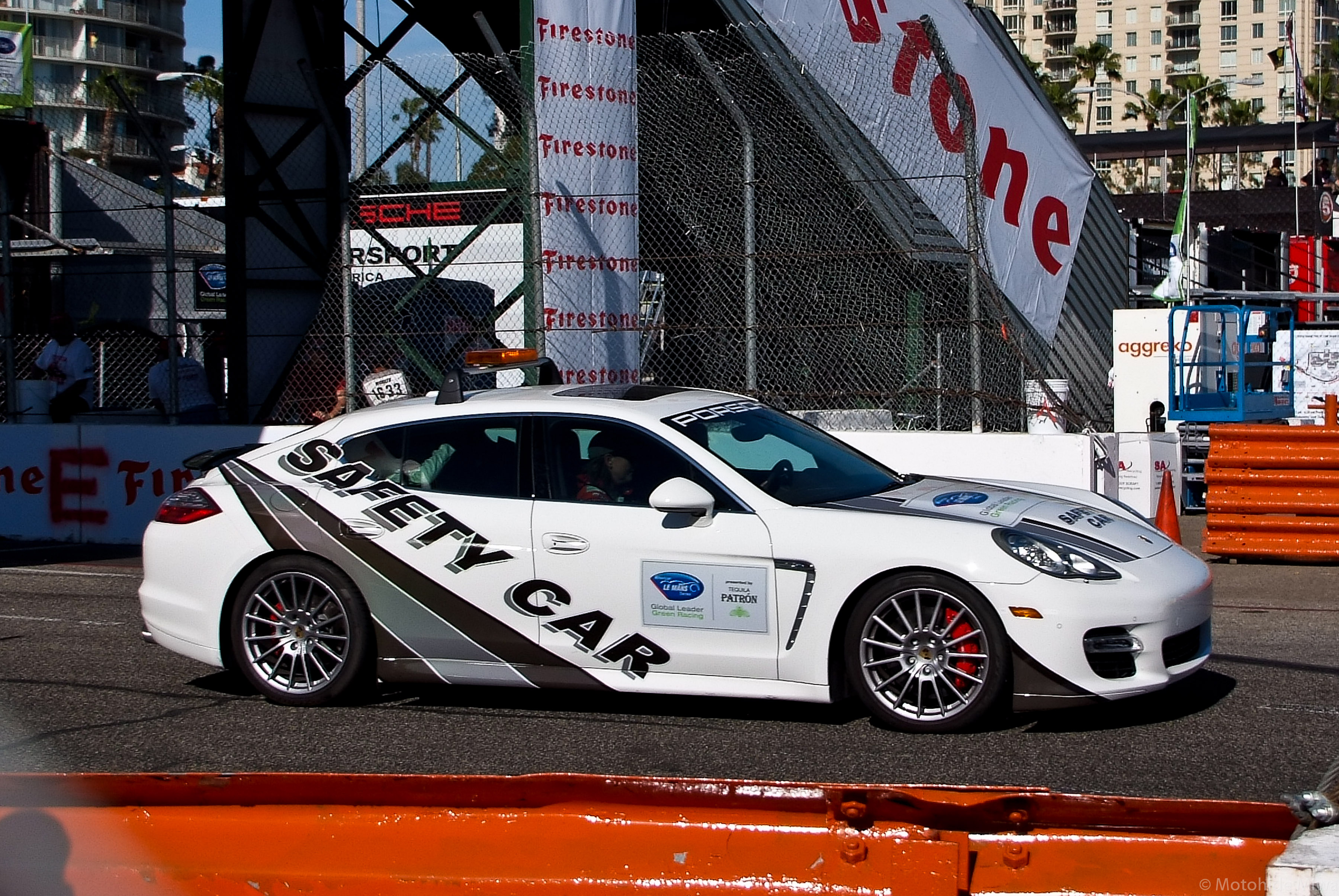
La safety car 2011 à Long Beach

Pour les courses de moins de 3 heures, les points sont accordés selon le barème suivant :
- 20-16-13-10-8-6-4-3-2-1

Pour les courses d'une durée de 4 à 8 heures, les points sont accordés selon le barème suivant :
- 25-21-18-15-13-11-9-8-7-6

Pour les courses de plus de 8 heures, les points sont accordés selon le barème suivant :
- 30-26-23-20-18-16-14-13-12-11

Les voitures qui ont parcouru moins de 70 % de la distance du vainqueur ne marquent pas de points, exception faite du Challenge ALMS où les voitures doivent parcourir au moins 50 % de la distance.
Les écuries qui engagent plusieurs voitures n'inscrivent que les points de leur voiture la mieux classée.

### Classement LMP1
| Pos. | Écurie                     | Châssis                  | Moteur                     | 1  | 2  | 3  | 4  | 5 | 6 | 7 | 8 | 9 | Total |
| ---- | -------------------------- | ------------------------ | -------------------------- | -- | -- | -- | -- | - | - | - | - | - | ----- |
| 1    | Dyson Racing               | Lola B09/86              | Mazda MZR-R 2.0 L Turbo I4 | 30 | 16 | 20 | 16 |   |   |   |   |   | 82    |
| 2    | Muscle Milk Team CytoSport | Lola-Aston Martin B08/62 | Aston Martin 6.0 L V12     | 0  | 20 | 16 | 20 |   |   |   |   |   | 56    |
| 3    | Oryx Dyson Racing          | Lola B09/86              | Mazda MZR-R 2.0 L Turbo I4 | -  | -  | 13 | 13 |   |   |   |   |   | 26    |
| 4    | Michael Lewis Autocon      | Lola B06/10              | AER P32T 4.0L Turbo V8     | -  | -  | -  | 0  |   |   |   |   |   | 0     |

### Classement LMP2
| Pos. | Écurie              | Châssis                   | Moteur                    | 1  | 2  | 3 | 4 | 5 | 6 | 7 | 8 | 9 | Total |
| ---- | ------------------- | ------------------------- | ------------------------- | -- | -- | - | - | - | - | - | - | - | ----- |
| 1    | Level 5 Motorsports | Lola B08/80 & Lola B11/40 | HPD HR28TT 2.8 L Turbo V6 | 30 | 20 | - | - |   |   |   |   |   | 50    |

### Classement LMPC
Cette formule unique utilise des Formule Le Mans.
| Pos. | Équipe                       | 1  | 2  | 3  | 4  | 5 | 6 | 7 | 8 | 9 | Total |
| ---- | ---------------------------- | -- | -- | -- | -- | - | - | - | - | - | ----- |
| 1    | CORE Autosport               | 26 | 20 | 16 | 20 |   |   |   |   |   | 82    |
| 2    | Genoa Racing                 | 30 | 13 | 20 | 13 |   |   |   |   |   | 76    |
| 3    | Intersport Racing            | 0  | 16 | 13 | 10 |   |   |   |   |   | 39    |
| 4    | Performance Tech Motorsports | 18 | 0  | 10 | 8  |   |   |   |   |   | 36    |
| 5    | PR1 Mathiasen Motorsports    | 0  | 8  | -  | -  |   |   |   |   |   | 8     |